# Hjalmar Gullberg
För statistikern med samma namn, se Hjalmar Gullberg (statistiker).
Hjalmar Robert Gullberg, född 30 maj 1898 i Malmö, död 19 juli 1961 i Holmeja i Skåne, var en svensk författare (huvudsakligen poet) och översättare. Han var chef för Radioteatern 1936–1950 och fungerade även som programdirektör under sina sista år 1949–1950, samt ledamot av Svenska Akademien 1940–1961. I Malmö finns numera Hjalmar Gullberg-sällskapet som bildades 1998. I Lund finns föreningen Hjalmar Gullberg-institutet som bildades 2016.

## Biografi

### Uppväxt och tidig karriär
Hjalmar Gullberg föddes utomäktenskapligt och lämnades till fosterföräldrarna Bengt och Elsa Gullberg där han växte upp. Den biologiska modern Hilda Jonsson var kontorist på barnafadern Robert Brands kontor.
Gullberg, som studerade latin, grekiska och litteraturhistoria, blev filosofie licentiat vid Lunds universitet 1927, var redaktör för tidningen Lundagård, blev filosofie hedersdoktor vid Lunds universitet 1944 och översatte grekiska dramer, fransk 1600-talslitteratur och spanskspråkig lyrik. Hans avhandling handlade om Ola Hansson. Som poet fick han sitt genombrott under 1930-talet hos både kritik och publik; hans dikter förenade det vardagliga och ofta ironiska med ämnen som hörde hemma inom den traditionella lyriken men som kunde förefalla omöjliga att hitta ett samtida litterärt språk för: kärlek, andlighet, frihet, sorg. 
Han medverkade även som artikelförfattare i Svensk uppslagsbok. Innan han hade fått sitt litterära genombrott skrev han tillsammans med Bengt Hjelmqvist texten till Skånska slott och herresäten, känd genom Edvard Perssons insjungning. Under studietiden blev han vän med Ivar Harrie. Han tillbringade många somrar i Falsterbo tillsammans med Anders Österling.

### 1940- och 1950-talet
Under andra världskriget blev han en av landets mest lästa och älskade poeter, en ledande gestalt i den så kallade beredskapspoesin, och gjorde samtidigt mycket för att sprida lyrik och teater via radion. Gullberg var en drivande kraft bakom radioprogrammet Dagens dikt även om han inte startat programserien och valde ofta själv vad som skulle läsas upp. Han anses till exempel ha gjort valet av Tegnérs Det eviga den 9 april 1940, några timmar efter beskedet om den tyska invasionen i Danmark och Norge.
Gullbergs förankring i traditionell metrik och ovilja mot mera formella experiment gjorde att han under de sista krigsåren av de tongivande modernistiska kritikerna och poeterna ansågs vara i otakt med sin samtid: med den mera radikalt desillusionerade och experimentella 1940-talistgenerationen försvann skalderna i gammal stil, samtidigt som religiös diktning blev mer problematisk än tidigare. Gullberg föll för delar av de nya modernistiska idealen: i Dödsmask och lustgård (1952) är de metafysiska anspråken nedskruvade, den kristne guden detroniserad och många av de ironiska vitsarna borta. Formen har gått från bunden till fri vers, men tonen i dikter som Dödsmask och Åt halvgudarna är mer högtidlig, öppen och passionerad än någonsin tidigare. Hans dikt "Till en Näktergal i Malmö" tolkades av Östen Warnerbring på albumet Skåne.

### De sista åren

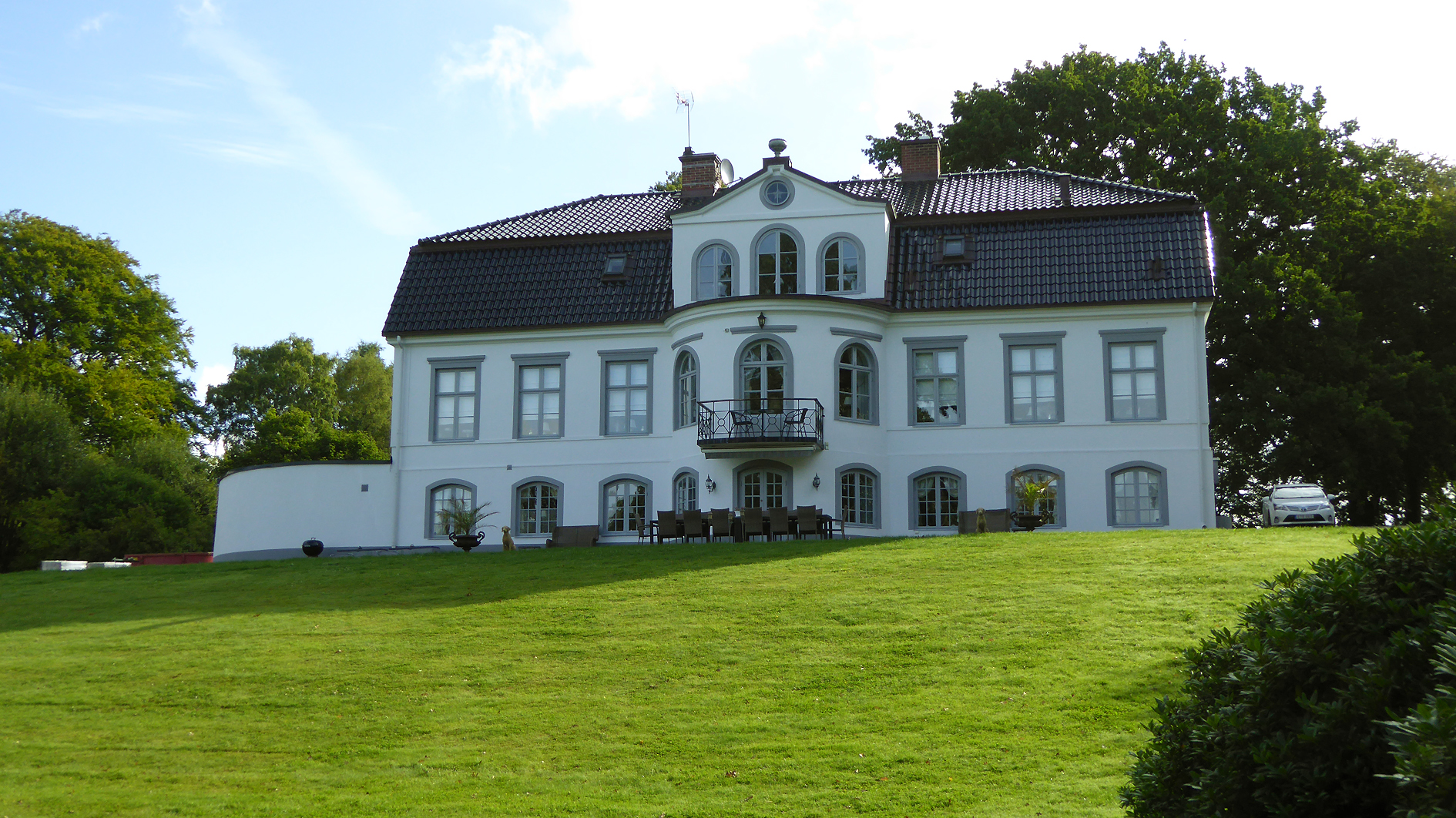
Bökebergs slott. Bakom fönstret längst till höger på andra våningen hade Hjalmar Gullberg sin skrivarlya.

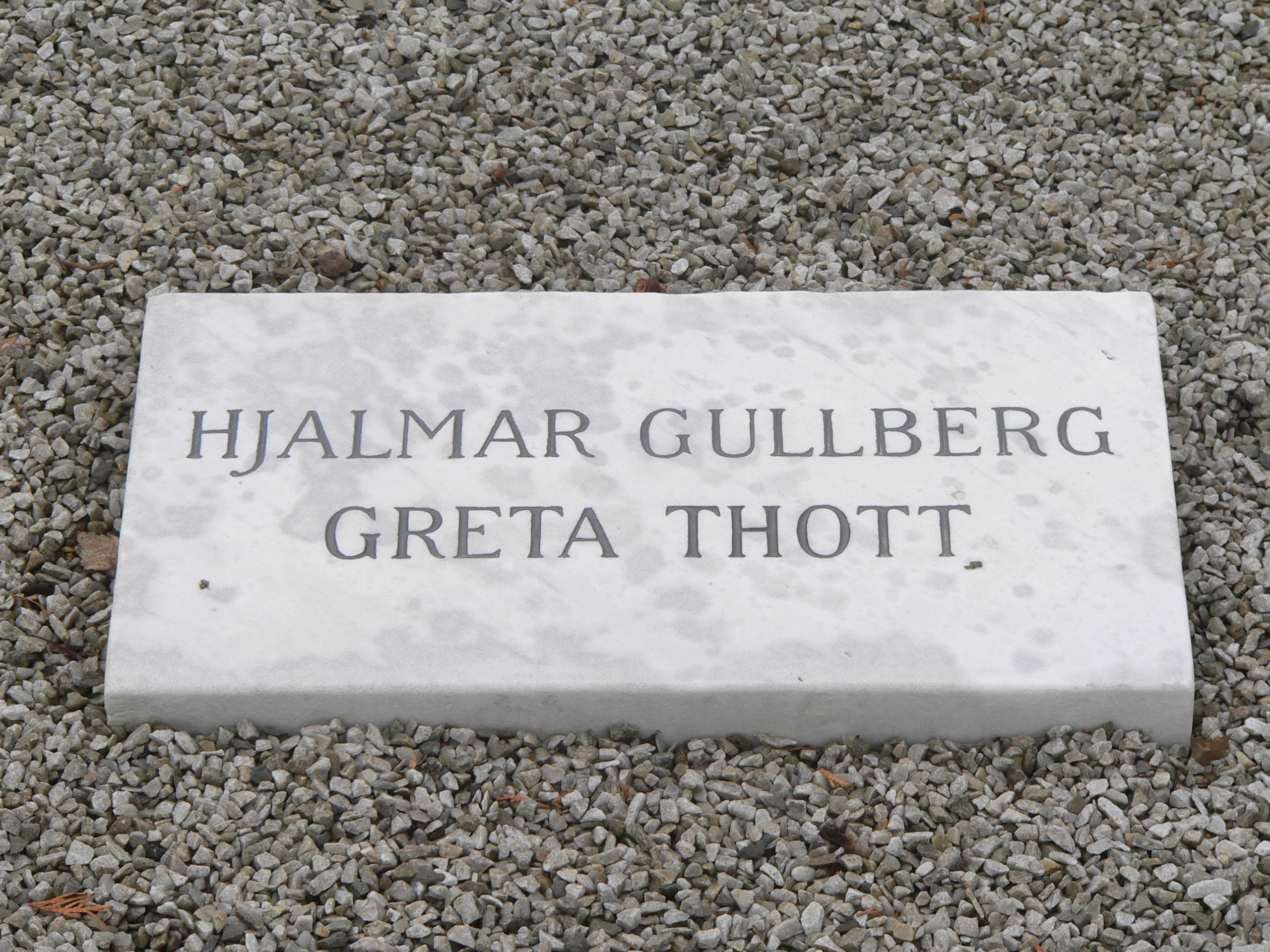
Hjalmar Gullbergs och Greta Thotts anspråkslösa gravsten.

Gullberg led mot slutet av sitt liv av nervsjukdomen myasthenia gravis, som gjorde att han en period var tvungen att ligga i respirator. Han tog sitt liv genom att dränka sig i sjön Yddingen vid stranden till Bökebergs slott. Han var vid tillfället gäst hos sin trolovade, grevinnan Greta Thott på Bökeberg.
Gullberg är begravd på S:t Pauli mellersta kyrkogård (kvarter 6, grav 177) i Malmö. Hans arkiv finns på universitetsbiblioteket vid Lunds universitet. På huset på Västergatan i centrala Lund i vilket Gullberg bodde har Lunds kommun satt upp en plakett.

### Samlade upplagor och urval
- Samlade dikter. 1-6. Stockholm: Norstedt. 1948-1963
  -  1, I en främmande stad ; Sonat. 1948. Libris 1462592
  -  2, Andliga övningar ; Kärlek i tjugonde seklet. 1948. Libris 1462593
  -  3, Ensamstående bildad herre ; Att övervinna världen. 1948. Libris 1462594
  -  4, Fem kornbröd och två fiskar ; Sången om en son. 1948. Libris 1462595
  -  5, Den heliga vägen ; Dödsmask och lustgård. 1955. Libris 13519
  -  [6], Själens dunkla natt ; Terziner i okonstens tid ; Ögon, läppar. 1963. Libris 13521
- 50 dikter : ett urval ur tre versböcker / med inledning av Carl Fehrman. Stockholm: Norstedt. 1961. Libris 2082588
- Kärleksdikter i urval av Carl Fehrman. En PAN-bok, 99-0104304-2. Stockholm: PAN/Norstedt. 1967. Libris 1323505
- Dikter / med efterord av Anders Palm... Bra lyrik, 99-0425205-X. Höganäs: Bra böcker. 1985. Libris 524345 - Innehåller författarens samtliga diktsamlingar.
- Dikter / förord: Lotta Olsson... Stockholm: Norstedts. 2021. Libris q3cr47qknfzt7h82. ISBN 9789113097381 - Innehåller samtliga dikter i författarens tio diktsamlingar och återges i den form författaren auktoriserat.

### Översättningar i urval
- 1928 – Aristofanes: Fåglarna (översatt tillsammans med Ivar Harrie) (Gebers)
- 1930 – Euripides: Hippolytos (Gebers)
- 1931 – Euripides: Medea (Gebers)
- 1932 – Aristofanes: Lysistrate (översatt tillsammans med Ivar Harrie)
- 1933 – Euripides: Alkestis (Gebers)
- 1933 – Jean Giraudoux: Amphitryon 38: komedi i tre akter (översatt tillsammans med Elsa Thulin) (otryckt översättning för Helsingborgs stadsteater)
- 1934 – Calderón: Hus med dubbel ingång översatt tillsammans med Ivar Harrie) (Gleerups)
- 1935 – Sofokles: Antigone (Gebers)
- 1935 – Molière: Den girige (Gleerups)
- 1936 – Calderón: Spökdamen (otryckt översättning)
- 1944 – Gabriela Mistral: Sången om en son och andra tolkningar av främmande lyrik (Norstedts)
- 1945 – Gabriela Mistral: Dikter (Norstedts)
- 1947 – Federico Garcia Lorca: Blodsbröllop ; Yerma ; Bernardas hus (översatt tillsammans med Karin Alin) (Norstedts)
- 1949 – Den heliga vägen och andra tolkningar av främmande lyrik. (Norstedts)
- 1955 – Charles Perrault: Gåsmors sagor (Norstedts)
- 1956 – Själens dunkla natt och andra tolkningar av främmande lyrik (Norstedts)
- 1962 – Franskt 1600-tal (utgiven postumt av Olle Holmberg, Norstedts) [Innehåll: Ur Avhandling om metoden (av René Descartes) -- Ur Maximer (av François de La Rochefoucauld) -- Den girige; Den inbillade sjuke (av Molière) -- Gravtal över abbedissan Yolande de Montherby (av Jacques-Bénigne Bossuet) -- Ur Diktkonsten (av Nicolas Boileau) -- Andliga hymner (av Jean Racine) -- Ur Gåsmors sagor (av Charles Perrault) -- Fem franskklassiska diktverk (Corneilles Martyren Polyeuctus; Molières De löjliga preciöserna; La Fontaines Fabler och conter; Racines Andromake; Racines Atalja) -- Monolog: Toinette (ur Den inbillade sjuke)]
- 1964 – William Shakespeare: Köpmannen i Venedig (otryckt översättning)
- 1964 – William Shakespeare: Som ni behagar (otryckt översättning)

## Tonsättningar av Hjalmar Gullbergs lyrik (urval)
- Ging Kutschbach: - Kyssande vind
- Lustans Lakejer (Johan Kinde) – Kyssande vind, 1985
- Lars-Erik Larsson: Förklädd gud
- Lennart Moberg: Jag bor vid ett rastställe – Hjalmar Gullbergs landskap i dikt, bild och ton (bok + CD-skiva). Discantus, 1998.
- Lennart Moberg: Där Skönheten har sitt hem – Kantat till Nationalmuseum (bok + CD-skiva). Discantus, 2000.
- Lennart Moberg: Han kom som en vind - Hjalmar Gullbergs kärleksdikt i ton (bok + CD-skiva). Discantus, 2002.
- Hilding Rosenberg: Den heliga natten, Hymn till ett evakuerat Nationalmuseum m.fl.
- Henrik Venant: Människors möte, Kyssande vind, Sjön, Hemlig serenad m.fl.
- Flera dikter har tonsatts av Ingvar Lidholm, Gösta Nystroem, Gunnar Turesson, Östen Warnerbring m.fl.
- Staffan Björklund: 20 sånger
- Henrik Venant: Henrik Venant sjunger Hjalmar Gullberg, Hjalmar Gullberg-institutet, 2019.

## Priser och utmärkelser
- 1939 – Svenska Akademiens stora pris
- 1948 – Bellmanpriset
- 1954 – Sydsvenska Dagbladets kulturpris
- 1960 – Litteraturfrämjandets stora pris